# Gaspar de Espinosa
Gaspar de Espinosa y Luna (Medina de Rioseco, 1484 - Cusco, 14 de febrer de 1537) fou un adelantado, explorador, conquistador i polític castellà. Va participar en l'expedició de Pedrarias Dávila a Darién i va ser nomenat alcalde major de Castella d'Or i Santa María La Antigua. Va incoar procés contra Núñez de Balboa i va conquerir part de l'actual Costa Rica. Després de viure un temps a Espanya va tornar al continent americà per unir-se a Francisco Pizarro i Almagro en la conquesta de l'Imperi Inca.

## Biografia

### Origen
Va néixer en el si d'una família de comerciants i banquers que comerciaven amb Flandes. Més tard es van instal·lar a Sevilla, on el comerç amb les Índies els va permetre incrementar la seva fortuna. Posteriorment, la família va fundar una banca que aviat es va convertir en el punt de referència per a l'activitat comercial que es realitzava amb la resta d'Europa i el Nou Món.

### A les Índies
Posteriorment va embarcar cap a l'Hispaniola, sent escollit alcalde major de Castella d'Or el 1513. Un any més tard va formar part de l'expedició de Pedrarias Dávila al Darién. Va participar en la fundació de la ciutat de Panamà el 1519 i va ser nomenat alcalde major de Santa María La Antigua, on poc després de la seva arribada incoà un procés contra Vasco Núñez de Balboa. Va dirigir l'expedició pel litoral pacífic d'Amèrica Central i va ser un dels artífexs del descobriment del golf de Nicoya.
Va tornar a Espanya, però en ser nomenat regidor de Santo Domingo i Panamà va tornar a embarcar cap a Amèrica. Finalment va anar al Perú on va finançar, amb l'ajuda de la seva família, l'expedició de Pizarro i Almagro, i va intentar, sense èxit, la reconciliació entre ambdós.
La família Espinosa va estar molt relacionada amb la cort durant la primera meitat del segle xvi, ja que d'ella procedia bona part del finançament per a l'expedició a les Moluques de 1525.